# Fer Gay
Fer Gay (nacido como Fernando Gay Mendonza, el 14 de octubre de 1983 en la Ciudad de México, México) es un actor y conductor de televisión anteriormente para TV Azteca y Fox Sports. Es conocido principalmente gracias a su participación en programas como "Famosos en Jaque (2006)" y Top Ten (2012). Actualmente participa como animador para Univision Deportes.

## Reseña biográfica

### Comienzos
Fer Gay estudió periodismo en la Escuela de Periodismo Carlos Septién García a los 18 años. Al cumplir los 19 años de edad, se incorporó a Tv Azteca en el programa "Desde Cero" con el que comenzó una exitosa carrera de periodismo y conducción en la televisora mexicana. Fer Gay ha participado en un sinnúmero de producciones de Azteca como Las Siete del 7, Famosos en Jaque, Fútbol Fama, Ventaneando, etc.

### Participación Deportiva
Fernando siempre ha mostrado interés en el deporte desde muy temprana edad, lo que lo llevó a ser futbolista profesional. Estuvo dentro de las fuerzas básicas del Pumas (UNAM) a los 15 años para luego entrar a segunda división de los Potros Neza del Atlante. 
También estuvo involucrado en el mundo del tenis, pues a los 12 años fue subcampeón del Torneo Nacional de Tenis de Sprite.
Su interés y entusiasmo hacia el deporte lo ha llevado a tener participaciones en diversos programas deportivos de TV, incluyendo su trabajo actual en Fox Para Todos.
Ha cubierto eventos para distintas televisoras en las que destaca su participación en los Juegos Olímpicos Beijing 2008 y el Super Bowl XLII en el que realizó diversas cápsulas y reportajes con los diversos equipos y finalistas.

### Principales Celebridades Entrevistadas
Fer ha entrevistado a un sinnúmero de personalidades del cine, la música y el deporte para diferentes programas de televisión, entre los que destacan: Michael Schumacher, Rafael Márquez, Johnny Depp, Cuauhtémoc Blanco, Penélope Cruz, Hugh Jackman, Memo Rojas, Carmen Electra, Jessica Biel, Antonio Banderas, Ben Stiller, Bradley Cooper, Cameron Diaz, Tom Cruise, Bruce Willis, Diego Luna, Salma Hayek, Alejandro Sanz, Alejandro Fernández, Miguel Bosé, Katy Perry, Paulina Rubio, Robert Smith The Cure, Caifanes, Zoe, Kings Of Lion, Liv Tyler, Black Eyed Peas, Keith Richards entre muchos otros.

## Trabajo en Televisión
- Desde Cero (2004 - 2005)
- Las Siete del 7 (2005)
- Fútbol Fama (2006 - 2007)
- Famosos en Jaque (2007 - 2012)
- Top Ten (2007-2014)
- Caiga Quien Caiga (2009)
- Fútbol Para Todos (2011)
- Ventaneando (2012)
- Mientras Dure el Día [Telestai] (2012)
- Los del 7 (2013)
- FOX Para Todos (2014-presente)
- Conexión (2014-2015)
- La Resolana Nius (2021)
- " La Caminera" (2022) (Exafm 104.9)

### Otros Proyectos
- Socio y Creador de la estación de radio por Internet Estrimer así como conductor del programa Par de Dos (2012)
- Autor de la columna Toco Y Me Muevo en el portal de Internet FutbolSapiens (2012)
- Editorialista del programa Los del 7 (2012)
- Socio y Creador del portal de contenidos FerGay.com' (enlace roto disponible en Internet Archive; véase el historial, la primera versión y la última).' (2013)
- Presentador del Podcast "Villa Godín" junto a Diana Wong (2024)